# Shaun Evans
Pour les articles homonymes, voir Evans.
Shaun Evans, né le 6 mars 1980 à Liverpool en Angleterre, est un acteur connu pour sa participation à la série télévisée Les Enquêtes de Morse dont il tient le rôle principal.

## Biographie
La famille d'Evans est originaire d'Irlande du Nord. Evans a grandi à Liverpool où son père a travaillé comme chauffeur de taxi et sa mère comme employée dans un hôpital, chargée de soins de santé,. Il a un frère plus âgé que lui. Evans obtient une bourse d'études pour le St Edward's College (en), qu'il fréquente de 1991 à 1998, et où il a fait ses premiers pas en tant qu'acteur.
Il a suivi un cours au National Youth Theatre avant de déménager à Londres vers 17 ou 18 ans, pour étudier à la Guildhall School of Music and Drama,.

## Vie privée
Plutôt discret sur sa vie privée, Shaun Evans a été en couple pendant quatre ans avec la chanteuse irlandaise Andrea Corr, du groupe The Corrs. Ils se sont rencontrés sur le tournage du film The Boys from County Clare. Ils se sont séparés en 2007.

## Carrière

### Comédien
Son premier grand rôle fut, en 2002, celui de Jean-Paul Keating, un professeur de français gay, dans la deuxième saison de la comédie dramatique Teachers diffusée sur la chaîne de télévision Channel 4. 
L'année suivante, il fait ses débuts au cinéma dans le film The Boys from County Clare (en), aux côtés de Bernard Hill, Colm Meaney et Andrea Corr. 
En 2002, Evans incarne Andy Clark à la télévision dans le docufiction The Project (en). Il joue également le comte de Southampton dans la minisérie The Virgin Queen, en novembre 2005, il est présent dans la série Masterpiece d'abord diffusée sur PBS aux États-Unis puis sur la BBC en janvier 2006.

### Réalisateur
En 2017 et 2018, Shaun Evans réalise trois épisodes de la série télévisée britannique Casualty (série non diffusée dans les pays francophones, puis trois épisodes de la série Endeavour (Les Enquêtes de Morse) : "Apollon dans les étoiles" (Saison 6, épisode 2) en 2018, "Oracle" (Saison 7, épisode 1) en 2019 et "Choisir son camp" (Saison 8, épisode 1), en 2021. 

## Filmographie

### Cinéma
- 2003 : The Boys from County Clare (en) de John Irvin : Teddy
- 2004 : Adorable Julia de István Szabó : Tom Fennel
- 2004 : Cashback : Sean Higgins
- 2006 : Gone de Ringan Ledwidge : Alex
- 2007 : Boy A
- 2007 : Sparkle : Sam
- 2007 : La Situation (The Situation) : Wesley
- 2009 : Dread : Quaid
- 2009 : Telstar : Billy Kuy
- 2009 : Princess Kaʻiulani : Clive Davies
- 2010 : Come Rain, Come Shine : David Mitchell
- 2011 : Wreckers de Dictynna Hood : Nick
- 2011 : Princesse Kaiulani : Clive Davies
- 2011 : Archaeology, court métrage - Noah
- 2014 : War Book de Tom Harper : Tom
- 2014 : apparition dans le clip de Cherry Ghost Clear Skies Ever Closer

### Télévision
- 2002 : Teachers de Tim Loane : John Paul Keating
- 2002 : The Project de Peter Kosminsky : Andy Clark
- 2006 : The Virgin Queen de Coky Giedroyc : comte de Southampton
- 2007 : Inspecteur George Gently de Peter Flannery : Lawrence Elton
- 2009 : The Take (mini-série télévisée en 4 épisodes): de David Drury : Jimmy
- 2009 : Ashes to Ashes - Kevin Hales (saison 2, épisodes 1 et 2)
- 2012 : Whitechapel (saison 3) de Ben Court : Sly Driscoll
- 2012 : Silk : Daniel Lomas
- 2012-2023 : Les Enquêtes de Morse de Colm McCarthy : le Sergent Morse
- 2012 : The Last Weekend : Ian
- 2015 : The Scandalous Lady W : Sir Richard Worsley
- 2021 :  Vigil : Glover
- 2024 : Untill I kill you de Julia Ford: John Sweeney